# Pohroh (Bandar Dua)
Pohroh is een bestuurslaag in het regentschap Pidie Jaya van de provincie Atjeh, Indonesië. Pohroh telt 223 inwoners (volkstelling 2010).